# European Rugby Champions Cup 2018-19
La temporada 2018-19 de la Copa de Campeones Europeos de Rugby fue la 24.ª edición de la máxima competición de rugby europeo, la 5.ª con el nuevo nombre y formato.
La primera jornada se disputó entre el 12 y el 14 de octubre de 2018, mientras que la final se celebró el 11 de mayo de 2019 en el estadio St James' Park en Newcastle, Inglaterra.
La final fue para el equipo irlandés de Leinster en la que resultó triunfador ante Racing 92 por 15 a 12.

## Calendario
| Jornadas    | Fechas                        |
| 1ª          | 12 al 14 de octubre de 2018   |
| 2ª          | 19 al 21 de octubre de 2018   |
| 3ª          | 7 al 9 de diciembre de 2018   |
| 4ª          | 14 al 16 de diciembre de 2018 |
| 5ª          | 11 al 13 de enero de 2019     |
| 6ª          | 18 al 20 de enero de 2019     |
| Cuartos     | 30 de marzo de 2019           |
| Semifinales | 20 al 21 de abril de 2019     |
| Final       | 11 de mayo de 2019            |

## Equipos
Veinte equipos se clasifican para la temporada 2018-19, basándose en la clasificación de sus respectivas ligas domésticas durante la anterior temporada. La distribución de los equipos responde al siguiente patrón:
- Inglaterra: 7 equipos
  - Equipos clasificados entre la primera y la séptima posición en la temporada 2017-18 de la Premiership Rugby. (7 equipos)
- Francia: 6 equipos
  - Equipos clasificados entre la primera y la sexta posición en la temporada 2017-18 del Top 14 francés. (6 equipos)
- Irlanda, Italia, Escocia y Gales: 7 equipos
  - Los equipos que logren ubicarse en los tres primeros lugares de cada grupo del Pro14. (6 equipos)
    - El vencedor del repechaje entre los cuartos de cada grupo del Pro14. (1 equipo)

| Inglaterra (7)    | Francia (6)      | Irlanda (3) | Escocia (2)      | Gales (2)               |
| Exeter Chiefs     | Montpellier      | Munster     | Glasgow Warriors | Scarlets                |
| Saracens          | Racing 92        | Leinster    | Edinburgh        | Cardiff Blues (Playoff) |
| Wasps             | Stade Toulousain | Ulster      |                  |                         |
| Newcastle Falcons | Toulon           |             |                  |                         |
| Leicester Tigers  | Lyon             |             |                  |                         |
| Bath              | Castres          |             |                  |                         |
| Gloucester        |                  |             |                  |                         |

## Modo de disputa
El número de equipos participantes es de 20, divididos en 5 grupos con 4 equipos por grupo. Los equipos disputarán una liguilla en un formato de ida y vuelta de todos contra todos, la fase de grupos tendrá su primera jornada en los días 12 al 14 de octubre de 2018 y terminará en los días 18 al 20 de enero de 2019, de aquí los ganadores de cada grupo y los tres mejores segundos pasarán de ronda. Tras las 6 jornadas correspondientes a esta primera fase, se desarrollan los cuartos de final y semifinales, a un solo partido, y la final.

### Sistema de puntuación
Los cuatro participantes se agrupan en una tabla general teniendo en cuenta los resultados de los partidos mediante un sistema de puntuación, la cual se reparte:
- 4 puntos por victoria.
- 2 puntos por empate.
- 0 puntos por derrota.

También se otorga punto bonus, ofensivo y defensivo:
- El punto bonus ofensivo se obtiene al marcar cuatro (4) o más tries.
- El punto bonus defensivo se obtiene al perder por una diferencia de hasta siete (7) puntos.

### Criterio de desempate
Si dos clubes del mismo grupo terminan con la misma cantidad de puntos, su clasificación será determinada por los resultados de los dos partidos jugados entre los equipos en cuestión de la siguiente manera:
1. el club con la mayor cantidad de puntos obtenidos en los dos partidos.
2. el club con la mayor cantidad de puntos a favor obtenidos en los dos partidos.
3. el club que haya conseguido más tries en los dos partidos.

Si sigue sin resolverse o los clubes no se han enfrentado en la fase de grupos se determinará de la siguiente manera:
1. el que tenga mejor diferencia de puntos en la fase de grupos.
2. el que tenga mayor cantidad de tries en la fase de grupos.
3. el que tenga menos jugadores sancionados durante la fase de grupos.
4. por sorteo.

## Fase de grupos
|  | Ganador de cada grupo, pasa a cuartos de final.           |
|  | Tres mejores segundos de grupo, pasan a cuartos de final. |

### Grupo 1
| Equipo           | PJ | PG | PE | PP | PF  | PC  | Dif  | TF | TC | BO | BD | Pts |
| ---------------- | -- | -- | -- | -- | --- | --- | ---- | -- | -- | -- | -- | --- |
| Leinster         | 6  | 5  | 0  | 1  | 204 | 88  | +116 | 27 | 10 | 4  | 1  | 25  |
| Stade Toulousain | 6  | 5  | 0  | 1  | 149 | 136 | +13  | 16 | 15 | 1  | 0  | 21  |
| Bath             | 6  | 1  | 1  | 4  | 115 | 152 | -37  | 14 | 19 | 1  | 3  | 10  |
| Wasps            | 6  | 0  | 1  | 5  | 116 | 208 | -92  | 13 | 26 | 1  | 1  | 4   |

| \| Jornada \| Fecha \| Estadio (ciudad) \| Local \| Resultado \| Visitante \| \| ----------- \| ------------------------------ \| ------------------------------ \| ---------------- \| --------- \| ---------------- \| \| 1.ª jornada \| 12 de octubre de 2018, 19:45 \| RDS Arena (Dublín) \| Leinster \| 52 - 3 \| Wasps \| \| 1.ª jornada \| 13 de octubre de 2018, 13:00 \| The Recreation Ground (Bath) \| Bath \| 20 - 22 \| Stade Toulousain \| \| 2.ª jornada \| 20 de octubre de 2018, 15:15 \| Ricoh Arena (Coventry) \| Wasps \| 35 - 35 \| Bath \| \| 2.ª jornada \| 21 de octubre de 2018, 15:15 \| Stade Ernest-Wallon (Toulouse) \| Stade Toulousain \| 28 - 27 \| Leinster \| \| 3.ª jornada \| 8 de diciembre de 2018, 15:15 \| The Recreation Ground (Bath) \| Bath \| 10 - 17 \| Leinster \| \| 3.ª jornada \| 8 de diciembre de 2018, 17:30 \| Ricoh Arena (Coventry) \| Wasps \| 16 - 24 \| Stade Toulousain \| \| 4.ª jornada \| 15 de diciembre de 2018, 15:15 \| Stade Ernest-Wallon (Toulouse) \| Stade Toulousain \| 42 - 27 \| Wasps \| \| 4.ª jornada \| 15 de diciembre de 2018, 17:30 \| Aviva Stadium (Dublín) \| Leinster \| 42 - 15 \| Bath \| \| 5.ª jornada \| 12 de enero de 2019, 13:00 \| RDS Arena (Dublín) \| Leinster \| 29 - 13 \| Stade Toulousain \| \| 5.ª jornada \| 12 de enero de 2019, 15:15 \| The Recreation Ground (Bath) \| Bath \| 18 - 16 \| Wasps \| \| 6.ª jornada \| 20 de enero de 2019, 15:15 \| Stade Ernest-Wallon (Toulouse) \| Stade Toulousain \| 20 - 17 \| Bath \| \| 6.ª jornada \| 20 de enero de 2019, 15:15 \| Ricoh Arena (Coventry) \| Wasps \| 19 - 37 \| Leinster \| |                                |                                |                  |           |                  |
| Jornada | Fecha                          | Estadio (ciudad)               | Local            | Resultado | Visitante        |
| 1.ª jornada | 12 de octubre de 2018, 19:45   | RDS Arena (Dublín)             | Leinster         | 52 - 3    | Wasps            |
| 1.ª jornada | 13 de octubre de 2018, 13:00   | The Recreation Ground (Bath)   | Bath             | 20 - 22   | Stade Toulousain |
| 2.ª jornada | 20 de octubre de 2018, 15:15   | Ricoh Arena (Coventry)         | Wasps            | 35 - 35   | Bath             |
| 2.ª jornada | 21 de octubre de 2018, 15:15   | Stade Ernest-Wallon (Toulouse) | Stade Toulousain | 28 - 27   | Leinster         |
| 3.ª jornada | 8 de diciembre de 2018, 15:15  | The Recreation Ground (Bath)   | Bath             | 10 - 17   | Leinster         |
| 3.ª jornada | 8 de diciembre de 2018, 17:30  | Ricoh Arena (Coventry)         | Wasps            | 16 - 24   | Stade Toulousain |
| 4.ª jornada | 15 de diciembre de 2018, 15:15 | Stade Ernest-Wallon (Toulouse) | Stade Toulousain | 42 - 27   | Wasps            |
| 4.ª jornada | 15 de diciembre de 2018, 17:30 | Aviva Stadium (Dublín)         | Leinster         | 42 - 15   | Bath             |
| 5.ª jornada | 12 de enero de 2019, 13:00     | RDS Arena (Dublín)             | Leinster         | 29 - 13   | Stade Toulousain |
| 5.ª jornada | 12 de enero de 2019, 15:15     | The Recreation Ground (Bath)   | Bath             | 18 - 16   | Wasps            |
| 6.ª jornada | 20 de enero de 2019, 15:15     | Stade Ernest-Wallon (Toulouse) | Stade Toulousain | 20 - 17   | Bath             |
| 6.ª jornada | 20 de enero de 2019, 15:15     | Ricoh Arena (Coventry)         | Wasps            | 19 - 37   | Leinster         |

### Grupo 2
| Equipo        | PJ | PG | PE | PP | PF  | PC  | Dif | TF | TC | BO | BD | Pts |
| ------------- | -- | -- | -- | -- | --- | --- | --- | -- | -- | -- | -- | --- |
| Munster       | 6  | 4  | 1  | 1  | 138 | 72  | +66 | 14 | 9  | 2  | 1  | 21  |
| Exeter Chiefs | 6  | 2  | 1  | 3  | 124 | 104 | +20 | 18 | 11 | 2  | 2  | 14  |
| Castres       | 6  | 3  | 0  | 3  | 97  | 142 | -45 | 11 | 16 | 1  | 1  | 14  |
| Gloucester    | 6  | 2  | 0  | 4  | 122 | 163 | -41 | 15 | 22 | 0  | 1  | 9   |

| \| Jornada \| Fecha \| Estadio (ciudad) \| Local \| Resultado \| Visitante \| \| ----------- \| ------------------------------ \| ------------------------------ \| ------------- \| --------- \| ------------- \| \| 1.ª jornada \| 13 de octubre de 2018, 15:00 \| Sandy Park (Exeter) \| Exeter Chiefs \| 10 - 10 \| Munster \| \| 1.ª jornada \| 14 de octubre de 2018, 13:00 \| Kingsholm Stadium (Gloucester) \| Gloucester \| 19 - 14 \| Castres \| \| 2.ª jornada \| 20 de octubre de 2018, 13:00 \| Stade Pierre-Fabre (Castres) \| Castres \| 29 - 25 \| Exeter Chiefs \| \| 2.ª jornada \| 20 de octubre de 2018, 13:00 \| Thomond Park (Limerick) \| Munster \| 36 - 22 \| Gloucester \| \| 3.ª jornada \| 8 de diciembre de 2018, 13:00 \| Sandy Park (Exeter) \| Exeter Chiefs \| 19 - 27 \| Gloucester \| \| 3.ª jornada \| 9 de diciembre de 2018, 13:00 \| Thomond Park (Limerick) \| Munster \| 30 - 5 \| Castres \| \| 4.ª jornada \| 14 de diciembre de 2018, 19:45 \| Kingsholm Stadium (Gloucester) \| Gloucester \| 17 - 29 \| Exeter Chiefs \| \| 4.ª jornada \| 15 de diciembre de 2018, 17:30 \| Stade Pierre-Fabre (Castres) \| Castres \| 13 - 12 \| Munster \| \| 5.ª jornada \| 11 de enero de 2019, 19:45 \| Kingsholm Stadium (Gloucester) \| Gloucester \| 15 - 41 \| Munster \| \| 5.ª jornada \| 13 de enero de 2019, 13:00 \| Sandy Park (Exeter) \| Exeter Chiefs \| 34 - 12 \| Castres \| \| 6.ª jornada \| 19 de enero de 2019, 17:30 \| Stade Pierre-Fabre (Castres) \| Castres \| 24 - 22 \| Gloucester \| \| 6.ª jornada \| 19 de enero de 2019, 17:30 \| Thomond Park (Limerick) \| Munster \| 9 - 7 \| Exeter Chiefs \| |                                |                                |               |           |               |
| Jornada | Fecha                          | Estadio (ciudad)               | Local         | Resultado | Visitante     |
| 1.ª jornada | 13 de octubre de 2018, 15:00   | Sandy Park (Exeter)            | Exeter Chiefs | 10 - 10   | Munster       |
| 1.ª jornada | 14 de octubre de 2018, 13:00   | Kingsholm Stadium (Gloucester) | Gloucester    | 19 - 14   | Castres       |
| 2.ª jornada | 20 de octubre de 2018, 13:00   | Stade Pierre-Fabre (Castres)   | Castres       | 29 - 25   | Exeter Chiefs |
| 2.ª jornada | 20 de octubre de 2018, 13:00   | Thomond Park (Limerick)        | Munster       | 36 - 22   | Gloucester    |
| 3.ª jornada | 8 de diciembre de 2018, 13:00  | Sandy Park (Exeter)            | Exeter Chiefs | 19 - 27   | Gloucester    |
| 3.ª jornada | 9 de diciembre de 2018, 13:00  | Thomond Park (Limerick)        | Munster       | 30 - 5    | Castres       |
| 4.ª jornada | 14 de diciembre de 2018, 19:45 | Kingsholm Stadium (Gloucester) | Gloucester    | 17 - 29   | Exeter Chiefs |
| 4.ª jornada | 15 de diciembre de 2018, 17:30 | Stade Pierre-Fabre (Castres)   | Castres       | 13 - 12   | Munster       |
| 5.ª jornada | 11 de enero de 2019, 19:45     | Kingsholm Stadium (Gloucester) | Gloucester    | 15 - 41   | Munster       |
| 5.ª jornada | 13 de enero de 2019, 13:00     | Sandy Park (Exeter)            | Exeter Chiefs | 34 - 12   | Castres       |
| 6.ª jornada | 19 de enero de 2019, 17:30     | Stade Pierre-Fabre (Castres)   | Castres       | 24 - 22   | Gloucester    |
| 6.ª jornada | 19 de enero de 2019, 17:30     | Thomond Park (Limerick)        | Munster       | 9 - 7     | Exeter Chiefs |

### Grupo 3
| Equipo           | PJ | PG | PE | PP | PF  | PC  | Dif  | TF | TC | BO | BD | Pts |
| ---------------- | -- | -- | -- | -- | --- | --- | ---- | -- | -- | -- | -- | --- |
| Saracens         | 6  | 6  | 0  | 0  | 185 | 81  | +104 | 23 | 10 | 4  | 0  | 28  |
| Glasgow Warriors | 6  | 4  | 0  | 2  | 147 | 119 | +28  | 19 | 16 | 3  | 0  | 19  |
| Cardiff Blues    | 6  | 2  | 0  | 4  | 138 | 174 | -36  | 19 | 22 | 2  | 0  | 10  |
| Lyon             | 6  | 0  | 0  | 6  | 87  | 183 | -96  | 10 | 23 | 0  | 0  | 0   |

| \| Jornada \| Fecha \| Estadio (ciudad) \| Local \| Resultado \| Visitante \| \| ----------- \| ------------------------------ \| --------------------------- \| ---------------- \| --------- \| ---------------- \| \| 1.ª jornada \| 14 de octubre de 2018, 13:00 \| Estadio Gerland (Lyon) \| Lyon \| 21 - 30 \| Cardiff Blues \| \| 1.ª jornada \| 14 de octubre de 2018, 15:15 \| Scotstoun Stadium (Glasgow) \| Glasgow Warriors \| 3 - 13 \| Saracens \| \| 2.ª jornada \| 20 de octubre de 2018, 17:30 \| Allianz Park (Londres) \| Saracens \| 29 - 10 \| Lyon \| \| 2.ª jornada \| 21 de octubre de 2018, 15:15 \| Cardiff Arms Park (Cardiff) \| Cardiff Blues \| 12 - 29 \| Glasgow Warriors \| \| 3.ª jornada \| 8 de diciembre de 2018, 13:00 \| Estadio Gerland (Lyon) \| Lyon \| 22 - 42 \| Glasgow Warriors \| \| 3.ª jornada \| 9 de diciembre de 2018, 13:00 \| Allianz Park (Londres) \| Saracens \| 51 - 25 \| Cardiff Blues \| \| 4.ª jornada \| 15 de diciembre de 2018, 13:00 \| Scotstoun Stadium (Glasgow) \| Glasgow Warriors \| 21 - 10 \| Lyon \| \| 4.ª jornada \| 15 de diciembre de 2018, 13:00 \| Cardiff Arms Park (Cardiff) \| Cardiff Blues \| 14 - 26 \| Saracens \| \| 5.ª jornada \| 13 de enero de 2019, 15:15 \| Scotstoun Stadium (Glasgow) \| Glasgow Warriors \| 33 - 24 \| Cardiff Blues \| \| 5.ª jornada \| 13 de enero de 2019, 15:15 \| Estadio Gerland (Lyon) \| Lyon \| 10 - 28 \| Saracens \| \| 6.ª jornada \| 19 de enero de 2019, 13:00 \| Cardiff Arms Park (Cardiff) \| Cardiff Blues \| 33 - 14 \| Lyon \| \| 6.ª jornada \| 19 de enero de 2019, 13:00 \| Allianz Park (Londres) \| Saracens \| 38 - 19 \| Glasgow Warriors \| |                                |                             |                  |           |                  |
| Jornada | Fecha                          | Estadio (ciudad)            | Local            | Resultado | Visitante        |
| 1.ª jornada | 14 de octubre de 2018, 13:00   | Estadio Gerland (Lyon)      | Lyon             | 21 - 30   | Cardiff Blues    |
| 1.ª jornada | 14 de octubre de 2018, 15:15   | Scotstoun Stadium (Glasgow) | Glasgow Warriors | 3 - 13    | Saracens         |
| 2.ª jornada | 20 de octubre de 2018, 17:30   | Allianz Park (Londres)      | Saracens         | 29 - 10   | Lyon             |
| 2.ª jornada | 21 de octubre de 2018, 15:15   | Cardiff Arms Park (Cardiff) | Cardiff Blues    | 12 - 29   | Glasgow Warriors |
| 3.ª jornada | 8 de diciembre de 2018, 13:00  | Estadio Gerland (Lyon)      | Lyon             | 22 - 42   | Glasgow Warriors |
| 3.ª jornada | 9 de diciembre de 2018, 13:00  | Allianz Park (Londres)      | Saracens         | 51 - 25   | Cardiff Blues    |
| 4.ª jornada | 15 de diciembre de 2018, 13:00 | Scotstoun Stadium (Glasgow) | Glasgow Warriors | 21 - 10   | Lyon             |
| 4.ª jornada | 15 de diciembre de 2018, 13:00 | Cardiff Arms Park (Cardiff) | Cardiff Blues    | 14 - 26   | Saracens         |
| 5.ª jornada | 13 de enero de 2019, 15:15     | Scotstoun Stadium (Glasgow) | Glasgow Warriors | 33 - 24   | Cardiff Blues    |
| 5.ª jornada | 13 de enero de 2019, 15:15     | Estadio Gerland (Lyon)      | Lyon             | 10 - 28   | Saracens         |
| 6.ª jornada | 19 de enero de 2019, 13:00     | Cardiff Arms Park (Cardiff) | Cardiff Blues    | 33 - 14   | Lyon             |
| 6.ª jornada | 19 de enero de 2019, 13:00     | Allianz Park (Londres)      | Saracens         | 38 - 19   | Glasgow Warriors |

### Grupo 4
| Equipo           | PJ | PG | PE | PP | PF  | PC  | Dif | TF | TC | BO | BD | Pts |
| ---------------- | -- | -- | -- | -- | --- | --- | --- | -- | -- | -- | -- | --- |
| Racing 92        | 6  | 5  | 0  | 1  | 196 | 121 | +75 | 26 | 15 | 5  | 1  | 26  |
| Ulster           | 6  | 5  | 0  | 1  | 131 | 128 | +3  | 18 | 16 | 2  | 0  | 22  |
| Scarlets         | 6  | 1  | 0  | 5  | 145 | 170 | -25 | 18 | 23 | 1  | 2  | 7   |
| Leicester Tigers | 6  | 1  | 0  | 5  | 115 | 168 | -53 | 14 | 22 | 2  | 1  | 7   |

| \| Jornada \| Fecha \| Estadio (ciudad) \| Local \| Resultado \| Visitante \| \| ----------- \| ------------------------------ \| -------------------------------- \| ---------------- \| --------- \| ---------------- \| \| 1.ª jornada \| 13 de octubre de 2018, 17:30 \| Parc y Scarlets (Llanelli) \| Scarlets \| 13 - 14 \| Racing 92 \| \| 1.ª jornada \| 13 de octubre de 2018, 17:30 \| Kingspan Stadium (Belfast) \| Ulster \| 24 - 10 \| Leicester Tigers \| \| 2.ª jornada \| 19 de octubre de 2018, 19:45 \| Welford Road Stadium (Leicester) \| Leicester Tigers \| 45 - 27 \| Scarlets \| \| 2.ª jornada \| 20 de octubre de 2018, 17:30 \| U-Arena (Nanterre) \| Racing 92 \| 44 - 12 \| Ulster \| \| 3.ª jornada \| 7 de diciembre de 2018, 19:45 \| Parc y Scarlets (Llanelli) \| Scarlets \| 24 - 25 \| Ulster \| \| 3.ª jornada \| 9 de diciembre de 2018, 15:15 \| U-Arena (Nanterre) \| Racing 92 \| 36 - 26 \| Leicester Tigers \| \| 4.ª jornada \| 14 de diciembre de 2018, 19:45 \| Kingspan Stadium (Belfast) \| Ulster \| 30 - 15 \| Scarlets \| \| 4.ª jornada \| 16 de diciembre de 2018, 13:00 \| Welford Road Stadium (Leicester) \| Leicester Tigers \| 11 - 34 \| Racing 92 \| \| 5.ª jornada \| 12 de enero de 2019, 15:15 \| Kingspan Stadium (Belfast) \| Ulster \| 26 - 22 \| Racing 92 \| \| 5.ª jornada \| 12 de enero de 2019, 17:30 \| Parc y Scarlets (Llanelli) \| Scarlets \| 33 - 10 \| Leicester Tigers \| \| 6.ª jornada \| 19 de enero de 2019, 15:15 \| Welford Road Stadium (Leicester) \| Leicester Tigers \| 13 - 14 \| Ulster \| \| 6.ª jornada \| 19 de enero de 2019, 15:15 \| U-Arena (Nanterre) \| Racing 92 \| 46 - 33 \| Scarlets \| |                                |                                  |                  |           |                  |
| Jornada | Fecha                          | Estadio (ciudad)                 | Local            | Resultado | Visitante        |
| 1.ª jornada | 13 de octubre de 2018, 17:30   | Parc y Scarlets (Llanelli)       | Scarlets         | 13 - 14   | Racing 92        |
| 1.ª jornada | 13 de octubre de 2018, 17:30   | Kingspan Stadium (Belfast)       | Ulster           | 24 - 10   | Leicester Tigers |
| 2.ª jornada | 19 de octubre de 2018, 19:45   | Welford Road Stadium (Leicester) | Leicester Tigers | 45 - 27   | Scarlets         |
| 2.ª jornada | 20 de octubre de 2018, 17:30   | U-Arena (Nanterre)               | Racing 92        | 44 - 12   | Ulster           |
| 3.ª jornada | 7 de diciembre de 2018, 19:45  | Parc y Scarlets (Llanelli)       | Scarlets         | 24 - 25   | Ulster           |
| 3.ª jornada | 9 de diciembre de 2018, 15:15  | U-Arena (Nanterre)               | Racing 92        | 36 - 26   | Leicester Tigers |
| 4.ª jornada | 14 de diciembre de 2018, 19:45 | Kingspan Stadium (Belfast)       | Ulster           | 30 - 15   | Scarlets         |
| 4.ª jornada | 16 de diciembre de 2018, 13:00 | Welford Road Stadium (Leicester) | Leicester Tigers | 11 - 34   | Racing 92        |
| 5.ª jornada | 12 de enero de 2019, 15:15     | Kingspan Stadium (Belfast)       | Ulster           | 26 - 22   | Racing 92        |
| 5.ª jornada | 12 de enero de 2019, 17:30     | Parc y Scarlets (Llanelli)       | Scarlets         | 33 - 10   | Leicester Tigers |
| 6.ª jornada | 19 de enero de 2019, 15:15     | Welford Road Stadium (Leicester) | Leicester Tigers | 13 - 14   | Ulster           |
| 6.ª jornada | 19 de enero de 2019, 15:15     | U-Arena (Nanterre)               | Racing 92        | 46 - 33   | Scarlets         |

### Grupo 5
| Equipo            | PJ | PG | PE | PP | PF  | PC  | Dif | TF | TC | BO | BD | Pts |
| ----------------- | -- | -- | -- | -- | --- | --- | --- | -- | -- | -- | -- | --- |
| Edinburgh         | 6  | 5  | 0  | 1  | 154 | 83  | +71 | 16 | 11 | 2  | 1  | 23  |
| Montpellier       | 6  | 3  | 0  | 3  | 158 | 116 | +42 | 21 | 11 | 3  | 1  | 16  |
| Toulon            | 6  | 2  | 0  | 4  | 134 | 180 | -46 | 16 | 21 | 1  | 1  | 10  |
| Newcastle Falcons | 6  | 2  | 0  | 4  | 102 | 169 | -67 | 10 | 20 | 0  | 1  | 9   |

| \| Jornada \| Fecha \| Estadio (ciudad) \| Local \| Resultado \| Visitante \| \| ----------- \| ------------------------------ \| ---------------------------------- \| ----------------- \| --------- \| ----------------- \| \| 1.ª jornada \| 13 de octubre de 2018, 15:15 \| GGL Stadium (Montpellier) \| Montpellier \| 21 - 15 \| Edinburgh \| \| 1.ª jornada \| 14 de octubre de 2018, 15:15 \| Stade Mayol (Tolón) \| Toulon \| 25 - 26 \| Newcastle Falcons \| \| 2.ª jornada \| 20 de octubre de 2018, 15:15 \| BT Murrayfield Stadium (Edimburgo) \| Edinburgh \| 40 - 14 \| Toulon \| \| 2.ª jornada \| 21 de octubre de 2018, 13:00 \| Kingston Park (Newcastle) \| Newcastle Falcons \| 23 - 20 \| Montpellier \| \| 3.ª jornada \| 7 de diciembre de 2018, 19:45 \| BT Murrayfield Stadium (Edimburgo) \| Edinburgh \| 31 - 13 \| Newcastle Falcons \| \| 3.ª jornada \| 8 de diciembre de 2018, 15:15 \| Stade Mayol (Tolón) \| Toulon \| 38 - 28 \| Montpellier \| \| 4.ª jornada \| 16 de diciembre de 2018, 15:15 \| GGL Stadium (Montpellier) \| Montpellier \| 34 - 13 \| Toulon \| \| 4.ª jornada \| 16 de diciembre de 2018, 15:15 \| Kingston Park (Newcastle) \| Newcastle Falcons \| 8 - 21 \| Edinburgh \| \| 5.ª jornada \| 12 de enero de 2019, 13:00 \| GGL Stadium (Montpellier) \| Montpellier \| 45 - 8 \| Newcastle Falcons \| \| 5.ª jornada \| 12 de enero de 2019, 17:30 \| Stade Mayol (Tolón) \| Toulon \| 17 - 28 \| Edinburgh \| \| 6.ª jornada \| 18 de enero de 2019, 19:45 \| BT Murrayfield Stadium (Edimburgo) \| Edinburgh \| 19 - 10 \| Montpellier \| \| 6.ª jornada \| 18 de enero de 2019, 19:45 \| Kingston Park (Newcastle) \| Newcastle Falcons \| 24 - 27 \| Toulon \| |                                |                                    |                   |           |                   |
| Jornada | Fecha                          | Estadio (ciudad)                   | Local             | Resultado | Visitante         |
| 1.ª jornada | 13 de octubre de 2018, 15:15   | GGL Stadium (Montpellier)          | Montpellier       | 21 - 15   | Edinburgh         |
| 1.ª jornada | 14 de octubre de 2018, 15:15   | Stade Mayol (Tolón)                | Toulon            | 25 - 26   | Newcastle Falcons |
| 2.ª jornada | 20 de octubre de 2018, 15:15   | BT Murrayfield Stadium (Edimburgo) | Edinburgh         | 40 - 14   | Toulon            |
| 2.ª jornada | 21 de octubre de 2018, 13:00   | Kingston Park (Newcastle)          | Newcastle Falcons | 23 - 20   | Montpellier       |
| 3.ª jornada | 7 de diciembre de 2018, 19:45  | BT Murrayfield Stadium (Edimburgo) | Edinburgh         | 31 - 13   | Newcastle Falcons |
| 3.ª jornada | 8 de diciembre de 2018, 15:15  | Stade Mayol (Tolón)                | Toulon            | 38 - 28   | Montpellier       |
| 4.ª jornada | 16 de diciembre de 2018, 15:15 | GGL Stadium (Montpellier)          | Montpellier       | 34 - 13   | Toulon            |
| 4.ª jornada | 16 de diciembre de 2018, 15:15 | Kingston Park (Newcastle)          | Newcastle Falcons | 8 - 21    | Edinburgh         |
| 5.ª jornada | 12 de enero de 2019, 13:00     | GGL Stadium (Montpellier)          | Montpellier       | 45 - 8    | Newcastle Falcons |
| 5.ª jornada | 12 de enero de 2019, 17:30     | Stade Mayol (Tolón)                | Toulon            | 17 - 28   | Edinburgh         |
| 6.ª jornada | 18 de enero de 2019, 19:45     | BT Murrayfield Stadium (Edimburgo) | Edinburgh         | 19 - 10   | Montpellier       |
| 6.ª jornada | 18 de enero de 2019, 19:45     | Kingston Park (Newcastle)          | Newcastle Falcons | 24 - 27   | Toulon            |

## Fase final
Los ocho equipos clasificados de la fase de grupos competirán en una primera ronda eliminatoria de cuartos de final, la cual se celebrará entre los días 30 y 31 de marzo de 2019. Los cuatro equipos con la mejor clasificación en la fase de grupos, ejercerán de locales en esta fase.
Los equipos son ordenados según el siguiente orden de criterios:
1. Mayor número de puntos.
2. Mayor diferencia de puntos.
3. Número de tries marcados.

| Pos | Ganadores de grupo | PJ | Pts | Dif  | TF |
| --- | ------------------ | -- | --- | ---- | -- |
| 1   | Saracens           | 6  | 28  | +104 | 23 |
| 2   | Racing 92          | 6  | 26  | +75  | 26 |
| 3   | Leinster           | 6  | 25  | +116 | 27 |
| 4   | Edinburgh          | 6  | 23  | +71  | 16 |
| 5   | Munster            | 6  | 21  | +66  | 14 |
| Pos | Segundos de grupo  | PJ | Pts | Dif  | TF |
| 6   | Ulster             | 6  | 22  | +3   | 18 |
| 7   | Stade Toulousain   | 6  | 21  | +13  | 16 |
| 8   | Glasgow Warriors   | 6  | 19  | +28  | 19 |
| 9   | Montpellier        | 6  | 16  | +42  | 21 |
| 10  | Exeter Chiefs      | 6  | 14  | +20  | 18 |

### Cuadro de competición
|  | Cuartos de final          | Cuartos de final          | Cuartos de final          |                  |    | Semifinales               | Semifinales               | Semifinales               |  |   | Final              | Final              | Final              |  |
|  | 30 al 31 de marzo de 2019 | 30 al 31 de marzo de 2019 | 30 al 31 de marzo de 2019 |                  |    | 20 al 21 de abril de 2019 | 20 al 21 de abril de 2019 | 20 al 21 de abril de 2019 |  |   | 11 de mayo de 2019 | 11 de mayo de 2019 | 11 de mayo de 2019 |  |
|  |                           |                           |                           |                  |    |                           |                           |                           |  |   |                    |                    |                    |  |
|  |                           |                           |                           |                  |    |                           |                           |                           |  |   |                    |                    |                    |  |
|  | 1                         | Saracens                  | 56                        |                  |    |                           |                           |                           |  |   |                    |                    |                    |  |
|  | 1                         | Saracens                  | 56                        |                  |    |                           |                           |                           |  |   |                    |                    |                    |  |
|  | 8                         | Glasgow Warriors          | 27                        |                  |    |                           |                           |                           |  |   |                    |                    |                    |  |
|  | 8                         | Glasgow Warriors          | 27                        |                  | 1  | Saracens                  | 32                        |                           |  |   |                    |                    |                    |  |
|  |                           |                           |                           |                  | 1  | Saracens                  | 32                        |                           |  |   |                    |                    |                    |  |
|  |                           |                           | 5                         | Munster          | 16 |                           |                           |                           |  |   |                    |                    |                    |  |
|  | 4                         | Edinburgh                 | 5                         | Munster          | 16 | 13                        |                           |                           |  |   |                    |                    |                    |  |
|  | 4                         | Edinburgh                 |                           |                  |    |                           |                           |                           |  |   |                    |                    |                    |  |
|  | 5                         | Munster                   | 17                        |                  |    |                           |                           |                           |  |   |                    |                    |                    |  |
|  | 5                         | Munster                   | 17                        |                  |    |                           |                           |                           |  | 1 | Saracens           | 20                 |                    |  |
|  |                           |                           |                           |                  |    |                           |                           |                           |  | 1 | Saracens           | 20                 |                    |  |
|  |                           |                           | 3                         | Leinster         | 10 |                           |                           |                           |  |   |                    |                    |                    |  |
|  | 3                         | Leinster                  | 3                         | Leinster         | 10 | 21                        |                           |                           |  |   |                    |                    |                    |  |
|  | 3                         | Leinster                  |                           |                  |    |                           |                           |                           |  |   |                    |                    |                    |  |
|  | 6                         | Ulster                    | 18                        |                  |    |                           |                           |                           |  |   |                    |                    |                    |  |
|  | 6                         | Ulster                    | 18                        |                  | 3  | Leinster                  | 30                        |                           |  |   |                    |                    |                    |  |
|  |                           |                           |                           |                  | 3  | Leinster                  | 30                        |                           |  |   |                    |                    |                    |  |
|  |                           |                           | 7                         | Stade Toulousain | 12 |                           |                           |                           |  |   |                    |                    |                    |  |
|  | 2                         | Racing 92                 | 7                         | Stade Toulousain | 12 | 21                        |                           |                           |  |   |                    |                    |                    |  |
|  | 2                         | Racing 92                 |                           |                  |    |                           |                           |                           |  |   |                    |                    |                    |  |
|  | 7                         | Stade Toulousain          | 22                        |                  |    |                           |                           |                           |  |   |                    |                    |                    |  |
|  | 7                         | Stade Toulousain          | 22                        |                  |    |                           |                           |                           |  |   |                    |                    |                    |  |
|  |                           |                           |                           |                  |    |                           |                           |                           |  |   |                    |                    |                    |  |

### Cuartos de final
| 30 de marzo de 2019 | Edinburgh | 13 - 17 | Munster | Estadio Murrayfield, Edimburgo |  |

| 30 de marzo de 2019 | Saracens | 56 - 27 | Glasgow Warriors | Allianz Park, Londres |  |

| 30 de marzo de 2019 | Leinster | 21 - 18 | Ulster | Aviva Stadium, Dublín |  |

| 31 de marzo de 2019 | Racing 92 | 21 - 22 | Stade Toulousain | Paris La Défense Arena, París |  |

### Semifinales
| 20 de abril de 2019 | Saracens | 32 - 16 | Munster | Ricoh Arena, Coventry |  |

| 21 de abril de 2019 | Leinster | 30 - 12 | Stade Toulousain | Aviva Stadium, Dublín |  |

### Final
| 11 de mayo de 2019 | Saracens | 20 - 10 | Leinster | St James' Park, Newcastle upon Tyne |  |

| Bandera de Inglaterra |
| Campeón Saracens      |
| Tercer título         |